# Санта-Мария (остров)
Санта-Мария (исп. Cayo Santa María) — коралловый остров у северного побережья Кубы, входит в архипелаг Хардинес-дель-Рей. В административном отношении входит в состав муниципалитета Кайбариен провинции Вилья-Клара. Остров составляет 16 км в длину и 2 км в ширину. Площадь острова — 13 км².
Остров Санта-Мария соединён с островом Куба дамбой, длина которой составляет 48 км. Дамба строилась с 1989 по 1999 годы компанией Campaña de Las Villas. Развита туристическая отрасль; остров известен своими отелями и пляжами; действует аэропорт.